# Przytkowice
Przytkowice ist eine Ortschaft mit einem Schulzenamt der Gemeinde Kalwaria Zebrzydowska im Powiat Wadowicki der Woiwodschaft Kleinpolen in Polen.

## Geographie

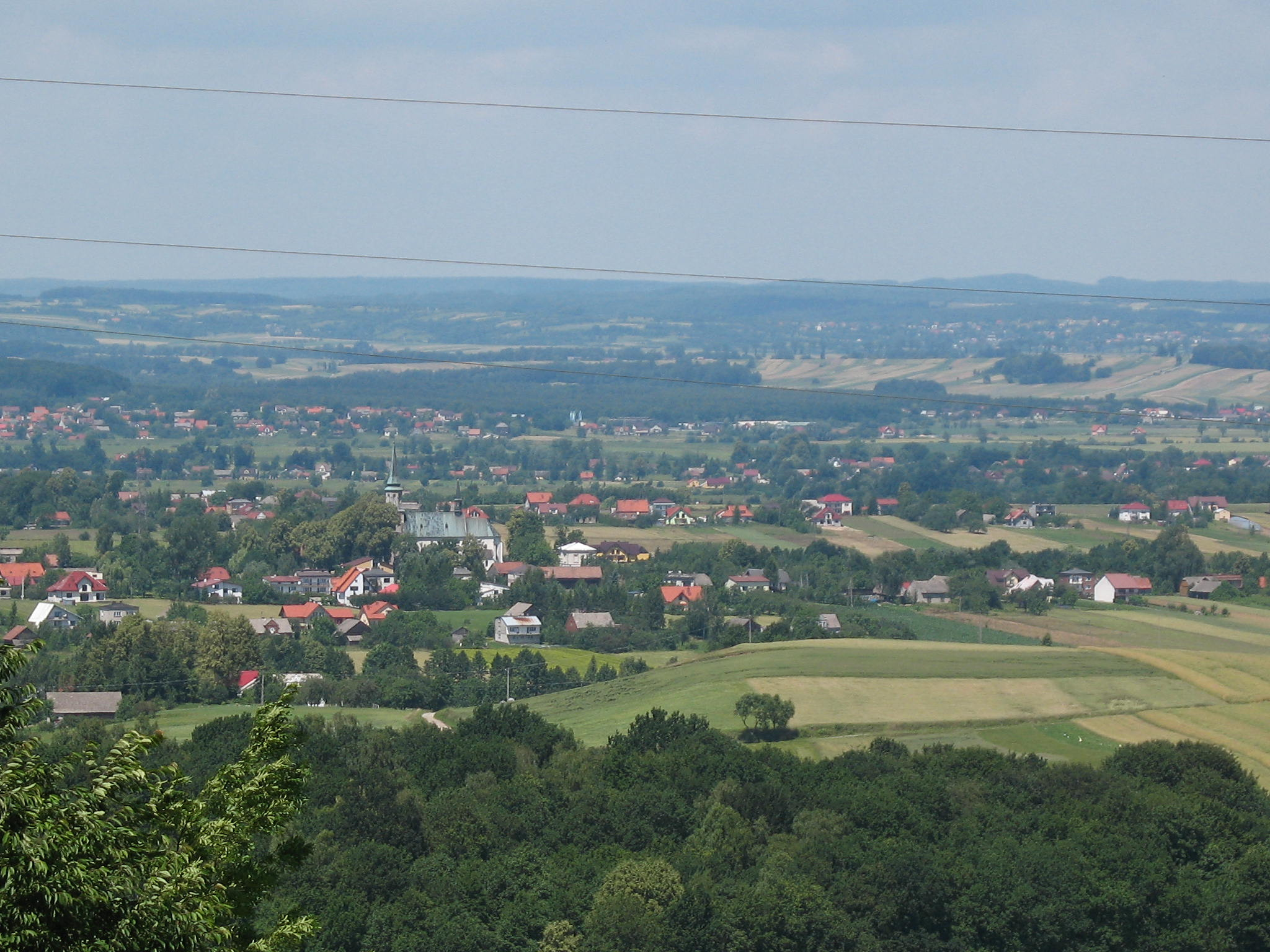
Ortsansicht

Die Nachbarorte sind Bęczyn, Paszkówka und Sosnowice im Norden, Leńcze im Osten, Zebrzydowice im Süden, Stanisław Dolny im Süden.

## Geschichte
Der Ort wurde als die Pfarrei villa Pribconis im Jahre 1350 erstmals urkundlich erwähnt. Später wurde es auch Przibcovicze (1402), Przipkovicze (1581) oder Przytkowice (1680) erwähnt. Der Name ist patronymisch abgeleitet vom Vornamen Przybek/Przybko mit dem typischen patronymischen Wortende -(ow)ice.
Das Dorf gehörte damals zum so genannten Radwanitenkorridor. Dieser gehörte zu Polen und verband das Herzogtum Auschwitz, die Lehnsherrschaft des Königreichs Böhmen, im Westen mit seiner Exklave im Osten.
Es gehörte zur Adelsfamilie Przypkowski, der z. B. Samuel Przypkowski entstammt.
Bei der Ersten Teilung Polens kam Przytkowice 1772 zum neuen Königreich Galizien und Lodomerien des habsburgischen Kaiserreichs (ab 1804).
1918, nach dem Ende des Ersten Weltkriegs und dem Zusammenbruch der k.u.k. Monarchie, kam Przytkowice zu Polen. Unterbrochen wurde dies nur durch die Besetzung Polens durch die Wehrmacht im Zweiten Weltkrieg. Es gehörte dann zum Generalgouvernement.
Von 1975 bis 1998 gehörte Przytkowice zur Woiwodschaft Bielsko-Biała.